# Pustleben
Pustleben ist ein historischer Ortsteil der ehemaligen Gemeinde Wipperdorf und gehört heute verwaltungsmäßig zur Stadt Bleicherode im Landkreis Nordhausen in Thüringen. Der Ortsname ist heute noch im Ortsmund gebräuchlich, jedoch nicht mehr offiziell in Verwendung.

## Geografie
Pustleben lieget in einem großen Talkessel an der Wipper, zwischen Hainleite und den Vorbergen des Südharzes, südöstlich von Mitteldorf.

## Geschichte
Aus der Onomastik von Ortsnamen geht hervor, dass die Endung -leben von „leiba“ (bezeichnet eine alte Ansiedlung, eine Erbsitz, Überbleibsel, Hinterlassenschaft, manchmal aber auch verwandt mit liewe = Wohnsitz; seit 1100 –leben, vorher leiba, leva, leve, bedeutete urspr. verharren, bleiben, als Gegensatz zu unsteten Lagerplätzen) abstammt und meist an einen Personennamen angeknüpft wird.
Die erste urkundliche Erwähnung von Pustleben stammt aus dem Jahr 1093. Graf Heinrich von Northeim schenkte seinem Kloster Bursfelde Besitzungen in Busteleven. Buste- kommt daher wahrscheinlich vom Männernamen Busso. Als freie Übersetzung kann daher „Besitzung des Busso“ angenommen werden. Weiterhin wurde Pustleben am 9. Januar 1152 im Mainzer Urkundenbuch II in der Urkunde Nr. 172 erwähnt.
Der Ort ging aus dem Kloster Pustleben hervor, dessen Mönche das Umland wahrscheinlich trockenlegten und urbar machten. Nach Aufhebung des Klosters entwickelte sich ein Rittergut.
Am 1. Juli 1950 entstand die Gemeinde Wipperdorf durch den Zusammenschluss der zuvor eigenständigen Gemeinden Mitteldorf und Pustleben.
Pustleben wurde am 1. Januar 2019 mit der Gemeinde Wipperdorf in die Landgemeinde Bleicherode eingemeindet.

## Wirtschaft und Verkehr
Größter Wirtschaftsbetrieb ist die Gut Wipperdorf Milchproduktions-GmbH, welche nach der politischen Wende aus dem Volkseigenem Gut hervorging, welches seinerseits Nachfolger des historischen Ritterguts war.
Nördlich des Orts befindet sich auf dem Hintersten Berg (289 m ü. NN) ein Windpark mit zehn Windkraftanlagen und einer Nennleistung von knapp 19 MW, der teilweise auch auf den Gemarkungen der Orte Mittel- und Oberdorf liegt.
Die Landesstraße 3080 führt in Nord-Süd-Richtung durch den Ort. Die Bundesautobahn 38 verläuft unmittelbar südlich und östlich. Der Haltepunkt Wipperdorf an der Bahnstrecke Halle (S.)–Kassel liegt unmittelbar neben dem Ortskern.

## Kultur und Sehenswürdigkeiten
Die heutige Kirche wurde im 16. Jahrhundert gebaut; der Kirchturm stammt allerdings von einem Vorgängerbau.
Der ehemalige Gutshof in Pustleben wurde als Denkmal vergangener Agrarpolitik eingeordnet.
Die Kirmes in Pustleben wird am fünften Oktober- bzw. ersten Novemberwochenende gefeiert.

## Persönlichkeiten
- Christian Konrad Wilhelm von Dohm (* 11. Dezember 1751 in Lemgo; † 29. Mai 1820 in Pustleben), preußischer Diplomat und Schriftsteller
- Walther Schreiber (* 10. Juni 1884 in Pustleben; † 30. Juni 1958 in Berlin), Politiker und Regierender Bürgermeister Berlins